# Nakres drogi
Nakres drogi – wykreślony (na bieżąco) na mapie morskiej wykres drogi jaką przebyła jednostka pływająca od momentu rozpoczęcia podróży morskiej do jej zakończenia wraz z wszystkimi określonymi jego pozycjami. Na nakresie drogi oznacza się też czas dokonania pomiaru pozycji, kurs rzeczywisty oraz szybkość statku.